# Tărian, Bihor
Tărian este un sat în comuna Girișu de Criș din județul Bihor, Crișana, România.
județul Bihor, Transilvania, România. 

## Imagini

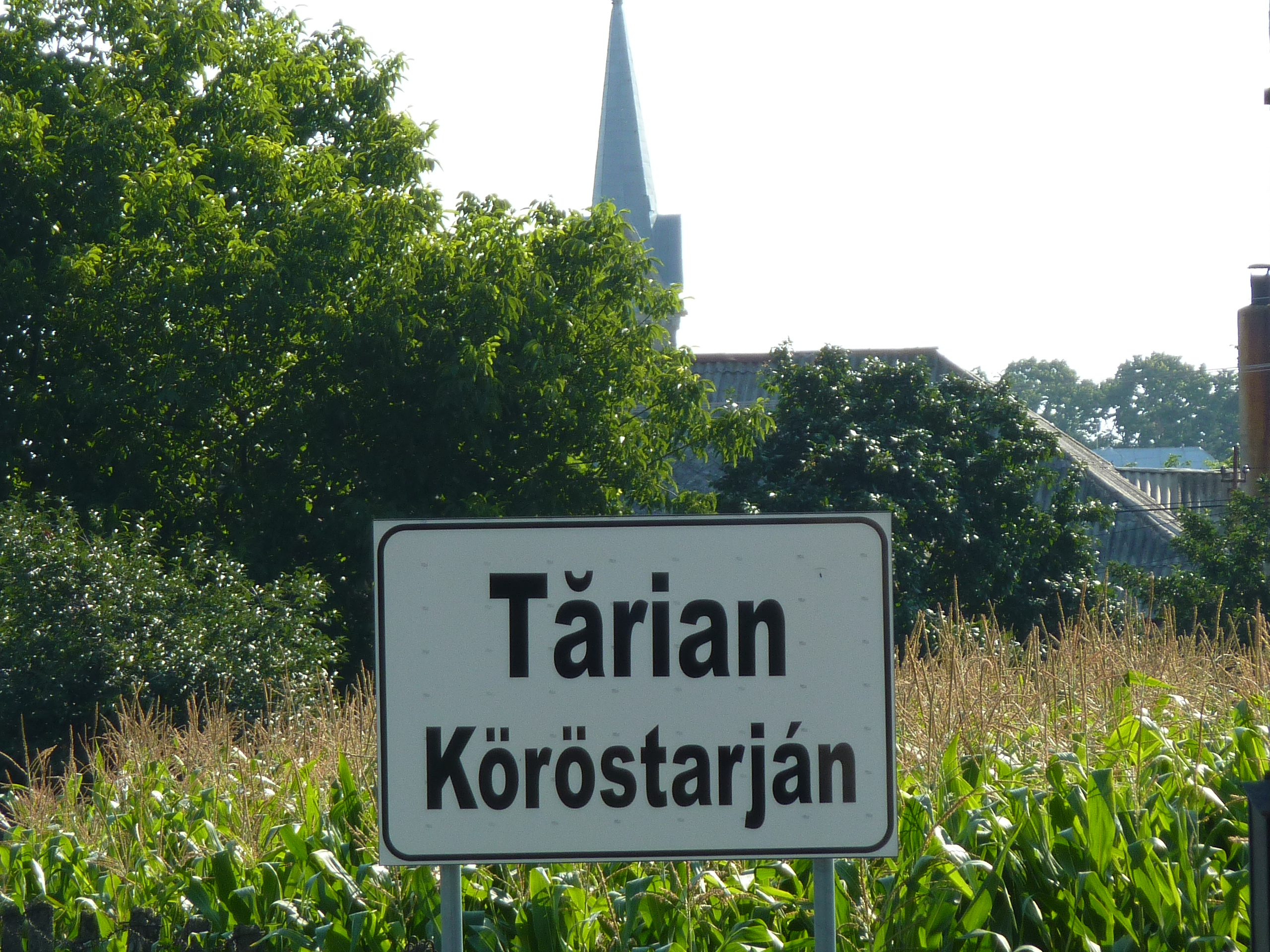
Intrarea in localitate
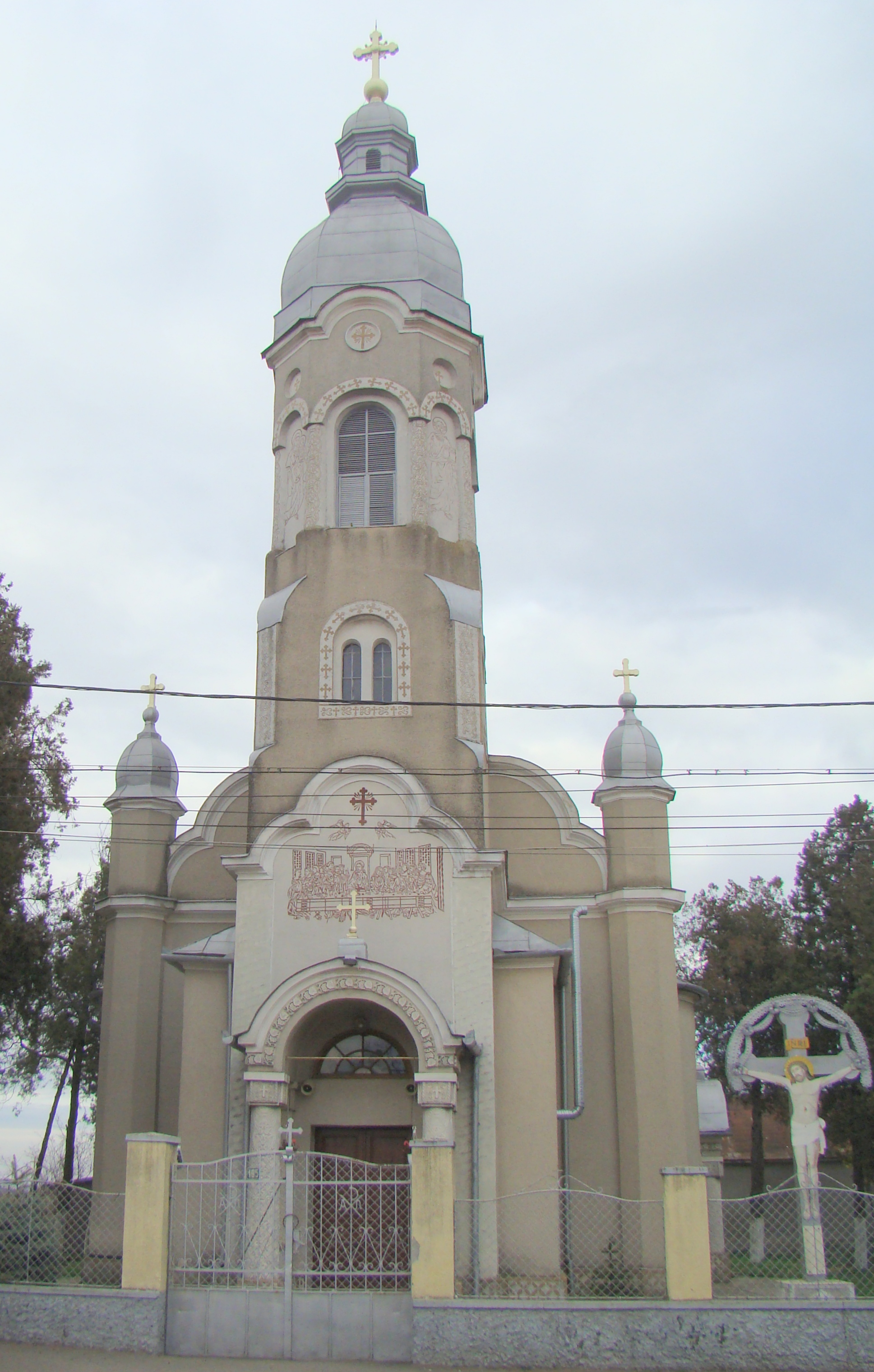
Biserica ortodoxă „Înălțarea Domnului” (1933)
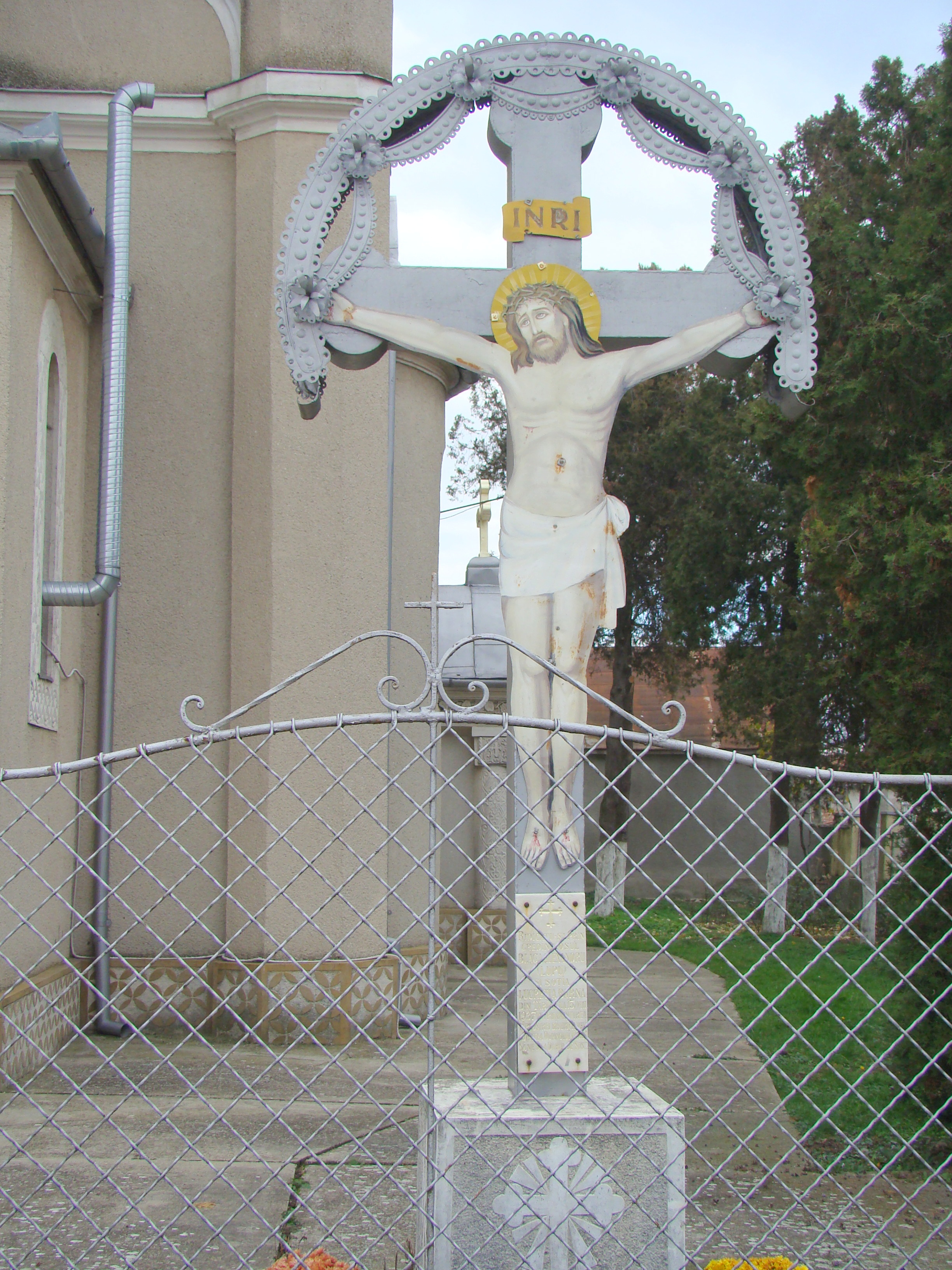
Troița
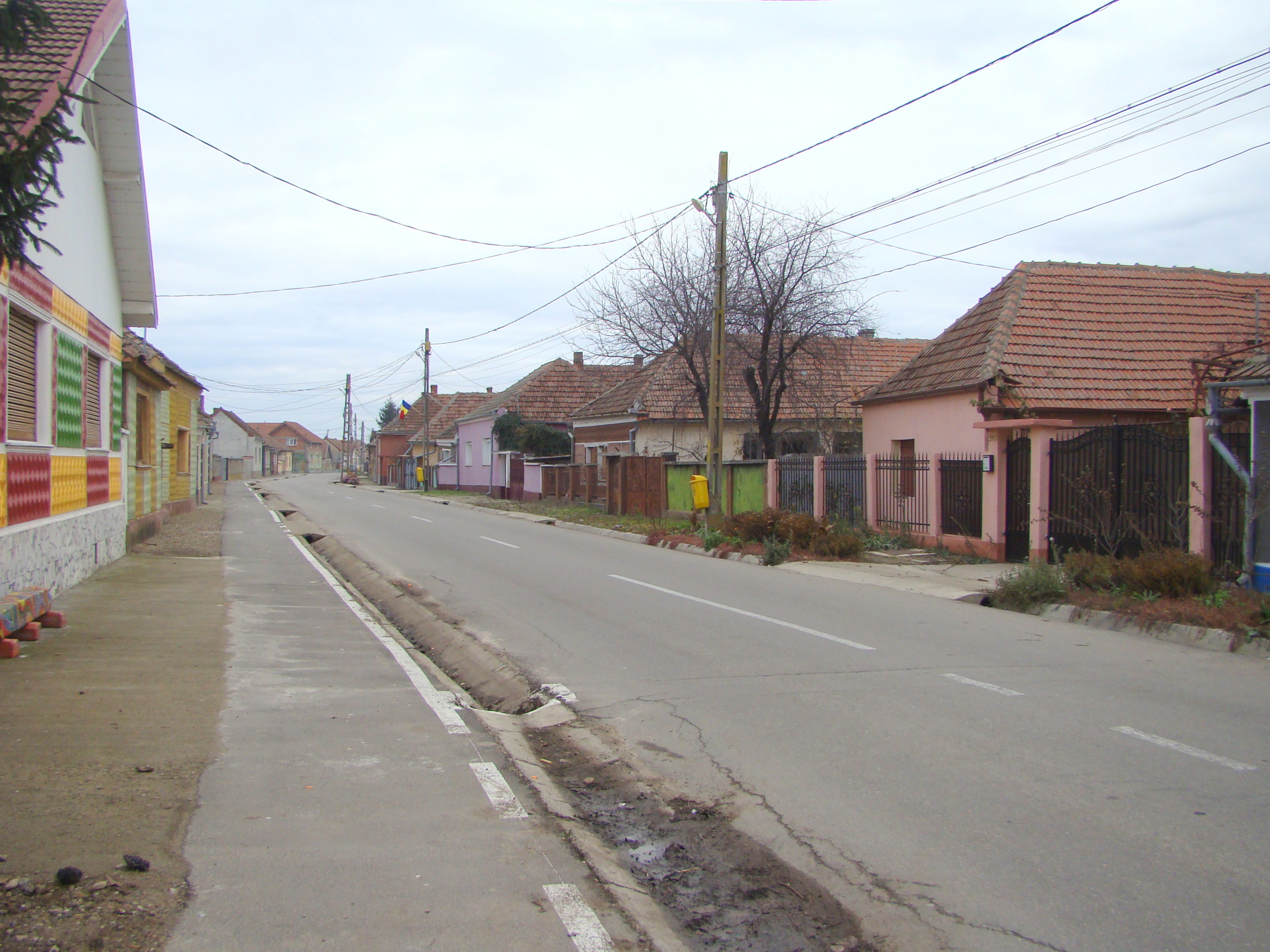
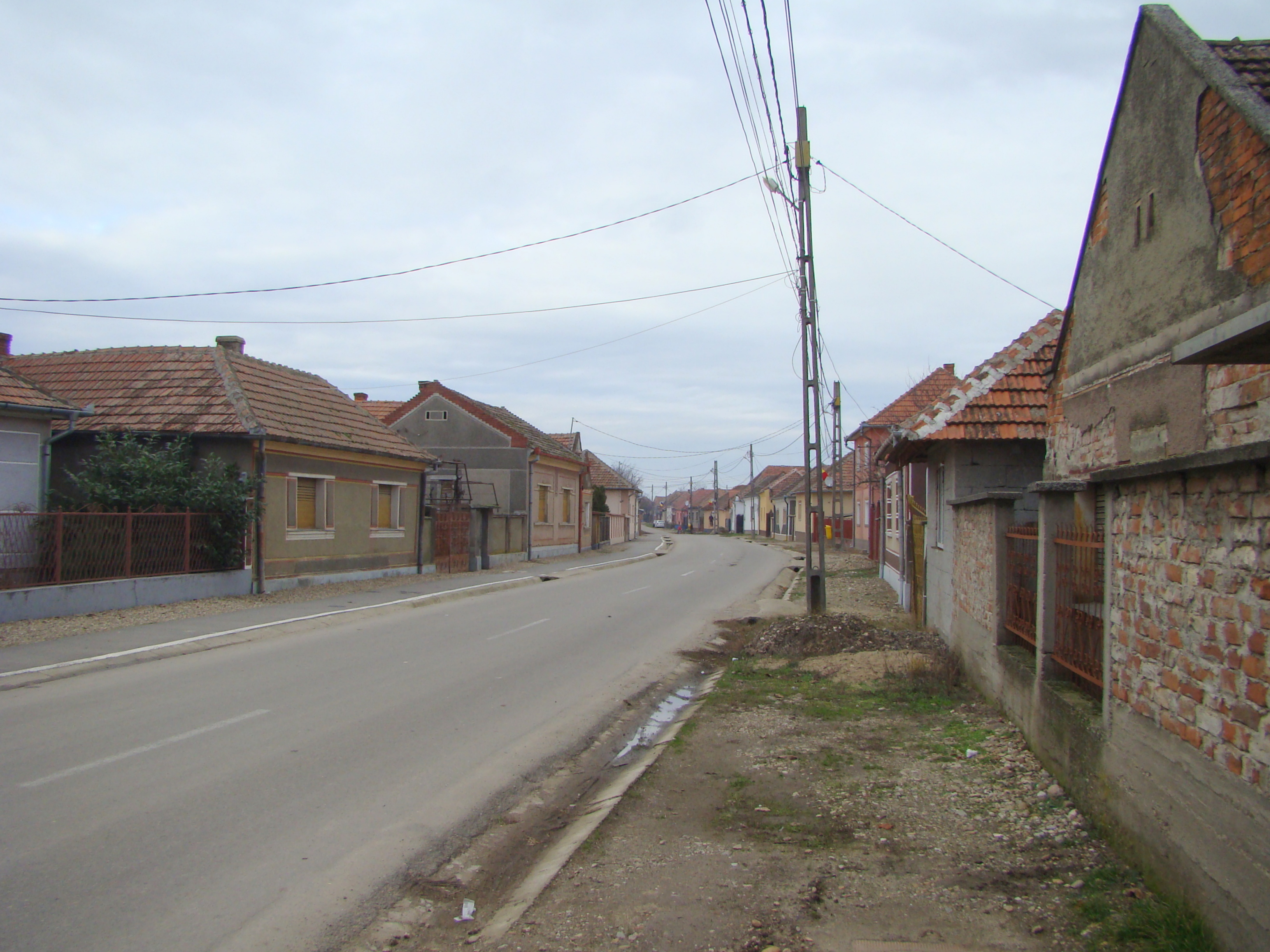
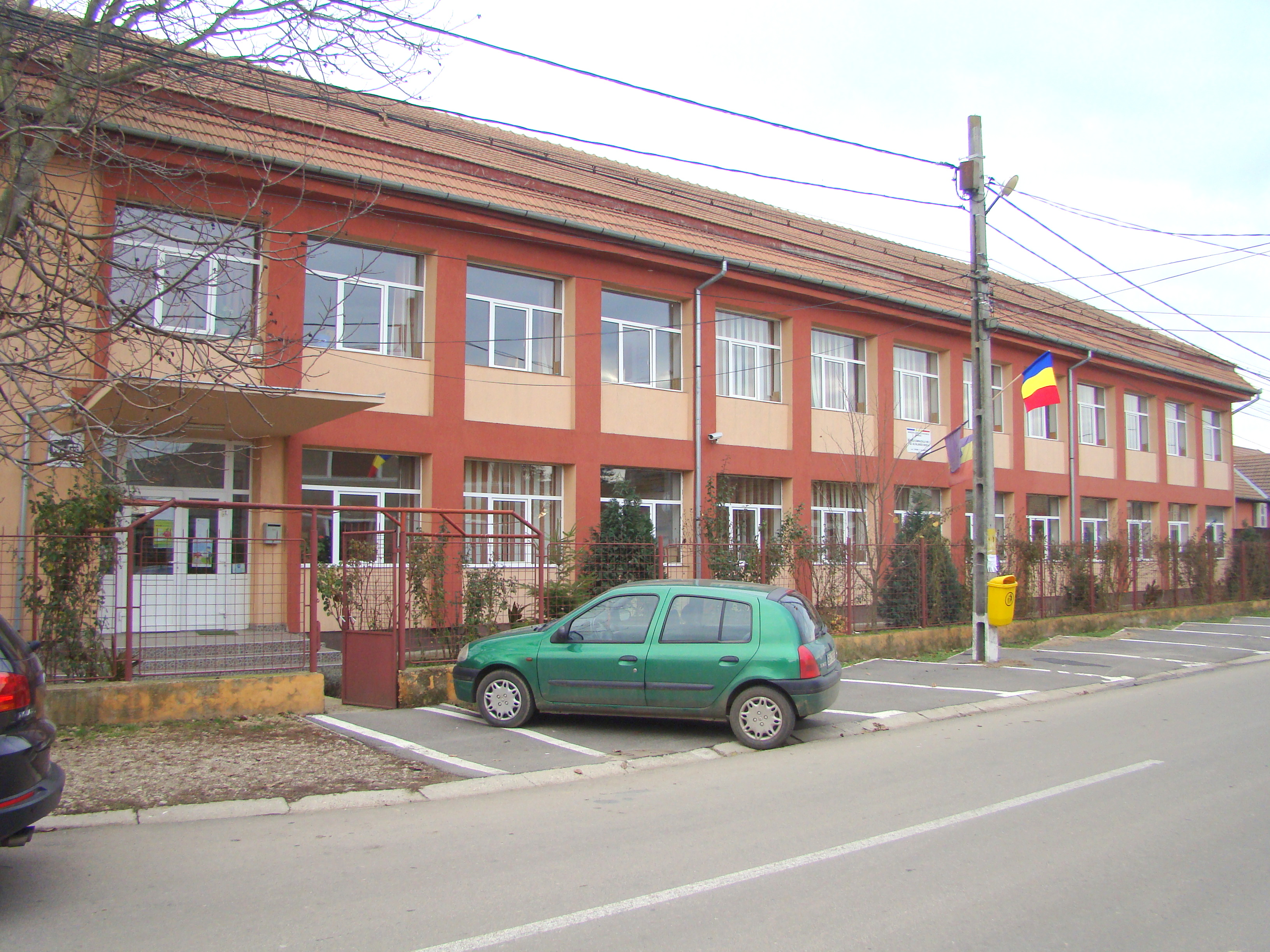
Școala
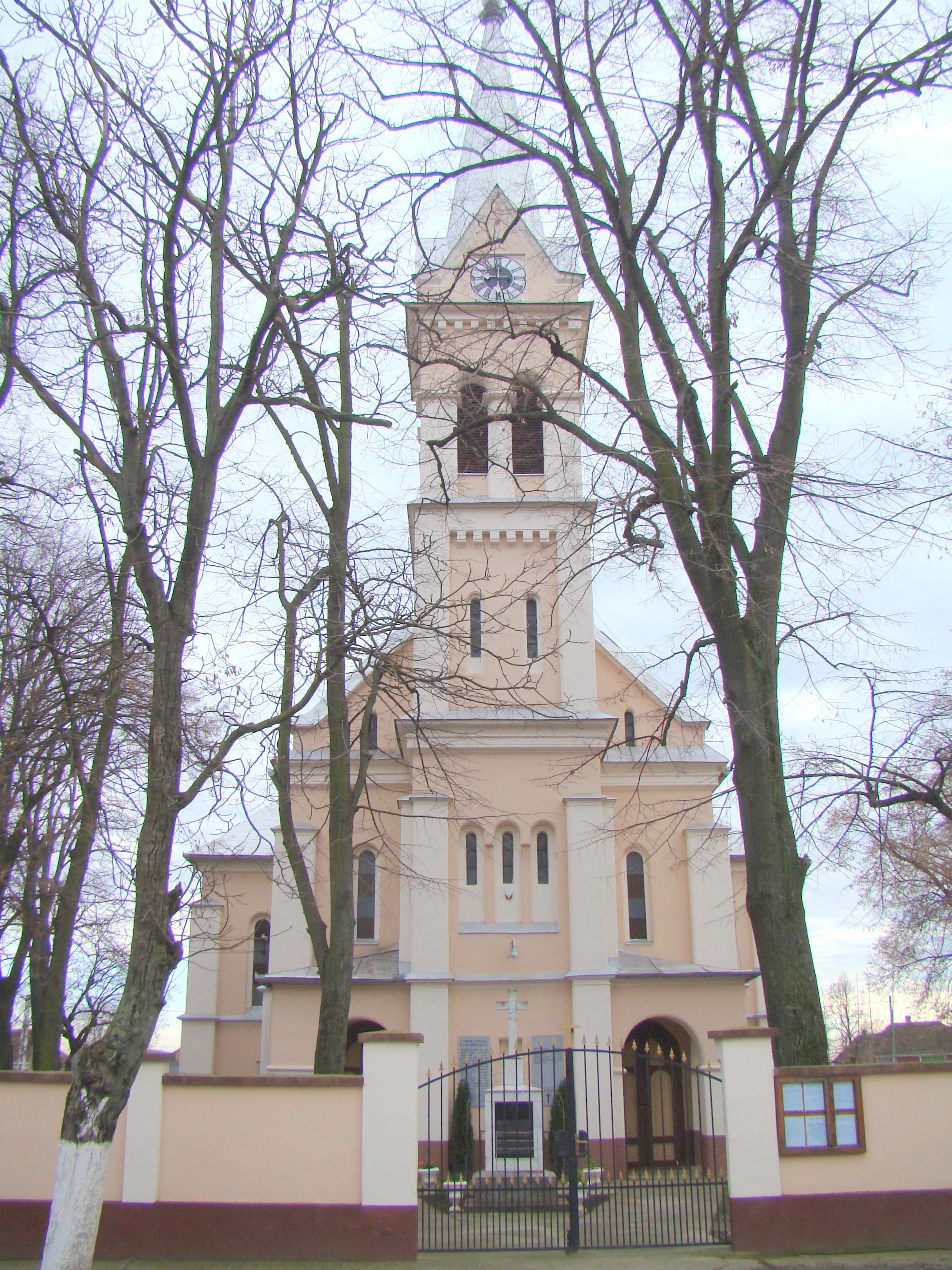
Biserica romano-catolică „Sfânta Maria” (1865)
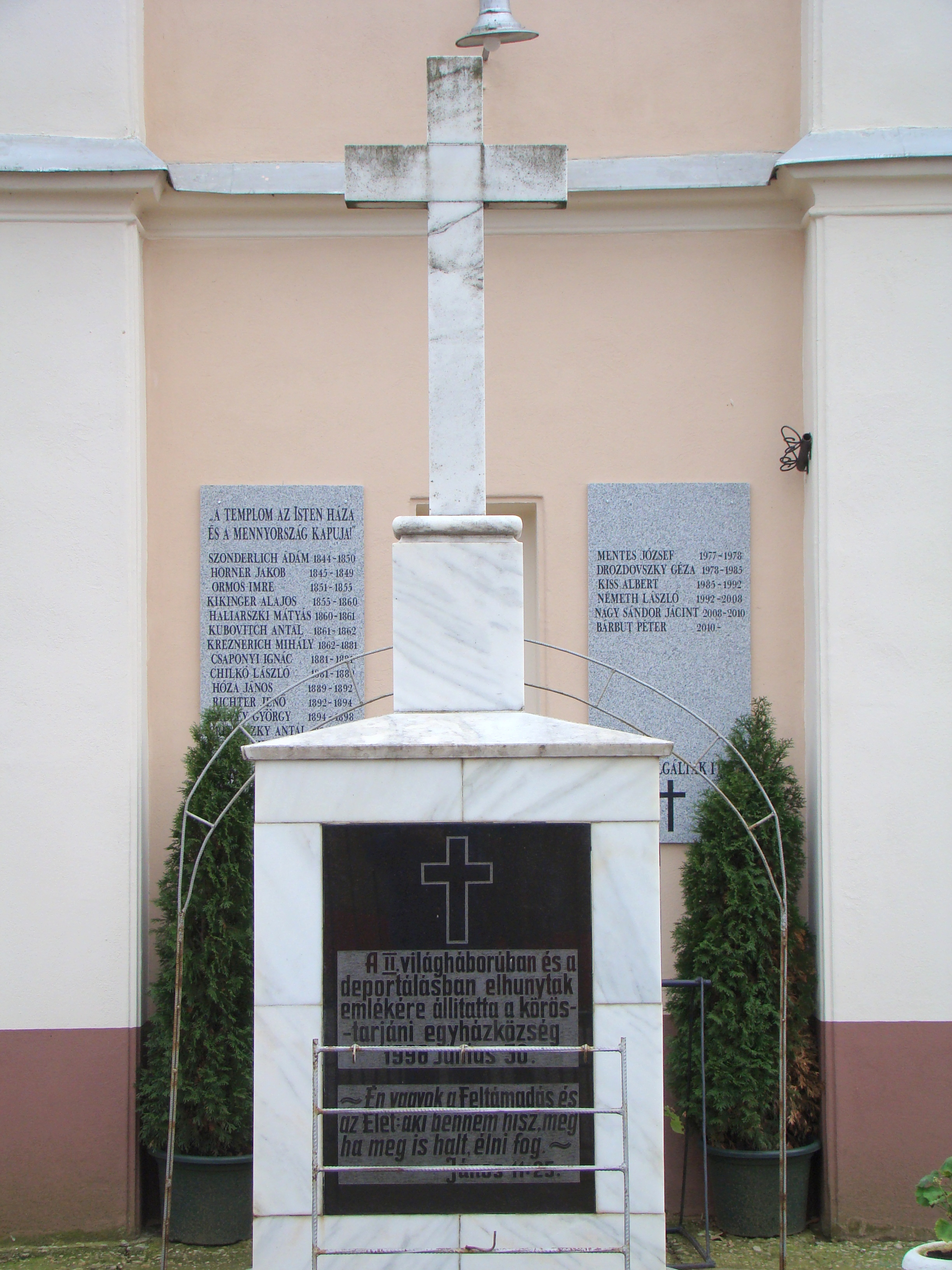
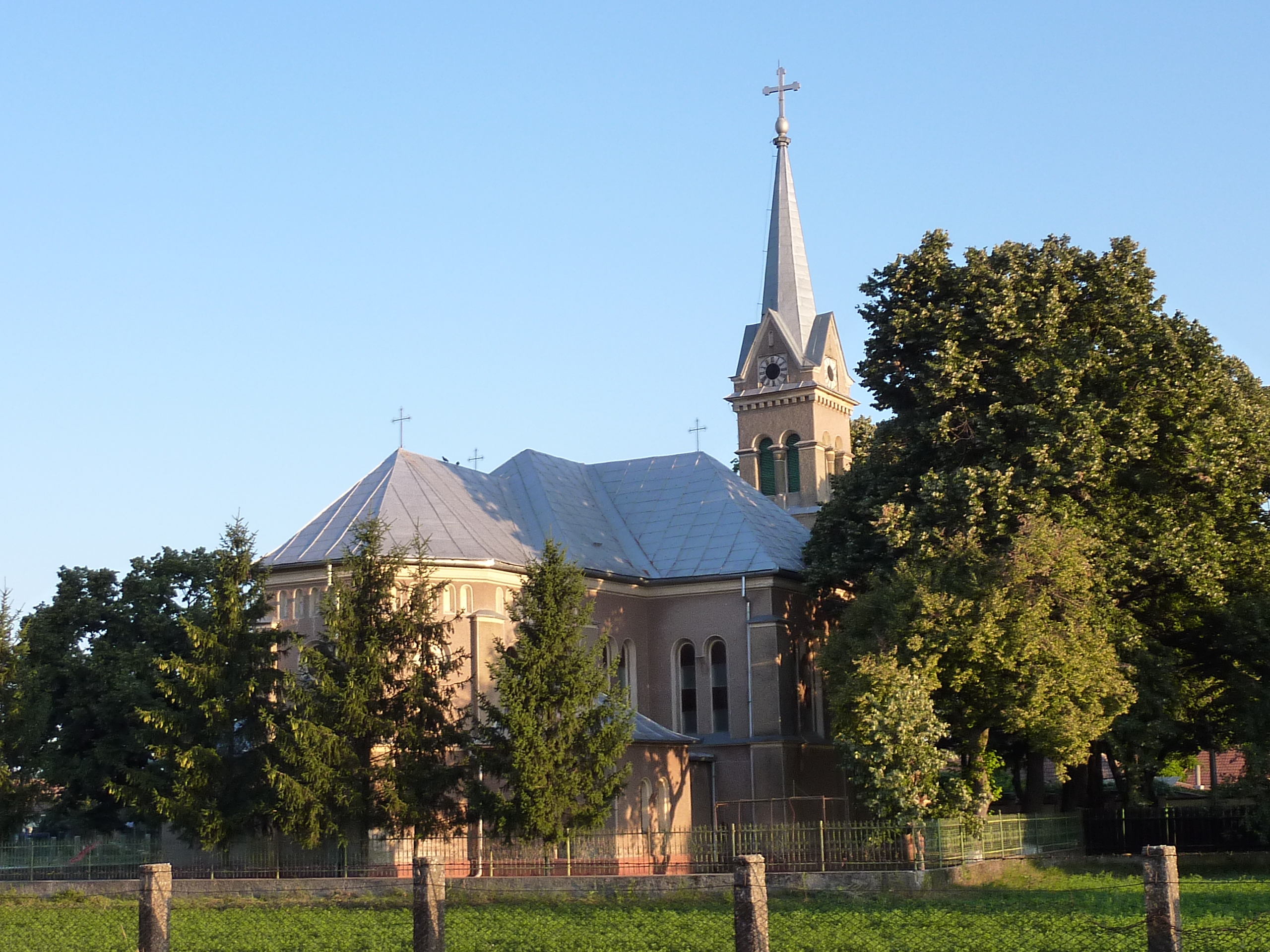
Biserica romano-catolică „Sfânta Maria” (1865)

 Acest articol despre o localitate din județul Bihor este deocamdată un ciot. Puteți ajuta Wikipedia prin completarea lui.